# Férfi 4 × 10 km-es sífutóváltó az 1972. évi téli olimpiai játékokon
Az 1972. évi téli olimpiai játékokon a sífutás férfi 4 × 10 km-es váltó versenyszámát február 13-án rendezték. Az aranyérmet a szovjet csapat nyerte meg. A versenyszámban nem vett részt magyar csapat.

## Végeredmény
Az időeredmények másodpercben értendők.
| Helyezés | Csapat                                                                                           | Idő                                            |
| -------- | ------------------------------------------------------------------------------------------------ | ---------------------------------------------- |
| Arany    | Szovjetunió (URS) · Vlagyimir Voronkov · Jurij Szkobov · Fjodor Szimasev · Vjacseszlav Vegyenyin | 2:04:47,94 31:12,52 30:55,42 32:18,63 30:21,37 |
| Ezüst    | Norvégia (NOR) · Oddvar Brå · Pål Tyldum · Ivar Formo · Johs Harviken                            | 2:04:57,06 31:10,38 30:58,11 31:16,78 31:31,79 |
| Bronz    | Svájc (SUI) · Alfred Kälin · Albert Giger · Alois Kälin · Eduard Hauser                          | 2:07:00,06 31:54,76 31:40,14 31:13,11 32:12,05 |
| 4.       | Svédország (SWE) · Thomas Magnuson · Lars-Göran Åslund · Gunnar Larsson · Sven-Åke Lundbäck      | 2:07:03,60 31:10,56 31:59,65 31:35,96 32:17,43 |
| 5.       | Finnország (FIN) · Hannu Taipale · Juha Mieto · Juhani Repo · Osmo Karjalainen                   | 2:07:50,19 32:17,19 30:54,64 33:47,89 30:50,47 |
| 6.       | NDK (GDR) · Gerd Heßler · Axel Lesser · Gerhard Grimmer · Gert-Dietmar Klause                    | 2:10:03,73 32:19,74 31:09,53 33:49,31 32:45,15 |
| 7.       | NSZK (FRG) · Franz Betz · Urban Hettich · Hartmut Döpp · Walter Demel                            | 2:10:42,85 33:08,14 34:06,06 32:22,00 31:06,65 |
| 8.       | Csehszlovákia (TCH) · Stanislav Henych · Ján Fajstavr · Ján Michalko · Ján Ilavský               | 2:11:27,55 32:00,85 31:51,70 33:19,57 34:15,43 |
| 9.       | Olaszország (ITA) · Carlo Favre · Elviro Blanc · Renzo Chiocchetti · Ulrico Kostner              | 2:12:07,11 32:43,49 33:13,80 33:29,66 32:40,16 |
| 10.      | Japán (JPN) · Tanifudzsi Hideo · Sibata Kunio · Macuoka Akijosi · Okamura Tomio                  | 2:13:59,14 35:21,60 32:39,30 33:40,58 32:17,66 |
| 11.      | Franciaország (FRA) · Jean-Paul Vandel · Roland Jeannerod · Gilbert Faure · Jean Jobez           | 2:14:35,98 33:35,28 33:00,69 34:35,09 33:24,92 |
| 12.      | Egyesült Államok (USA) · Tim Caldwell · Mike Gallagher · Larry Martin · Mike Elliott             | 2:14:37,28 33:29,43 33:09,56 34:47,78 33:10,51 |
| 13.      | Kanada (CAN) · Fred Kelly · Roger Allen · Jarl Omholt-Jensen · Malcolm Hunter                    | 2:16:56,41 33:30,92 35:06,61 35:34,13 32:44,75 |
| 14.      | Ausztria (AUT) · Herbert Wachter · Josef Hauser · Ulli Öhlböck · Heinrich Wallner                | nem ért célba                                  |